# Fritz Briel
Fritz Briel (Düsseldorf, 24 ottobre 1934 – Düsseldorf, 15 marzo 2017) è stato un canoista tedesco.

## Palmarès

### Olimpiadi
- 1 medaglia:
  - 1 argento (Melbourne 1956 nel K-2 10000 m[1])

### Mondiali
- 4 medaglie:
  - 3 ori (Praga 1958 nel K-1 1000 m; Praga 1958 nel K-1 4x500 m; Jajce 1963 nel K-1 10000 m)
  - 1 bronzo (Berlino Est 1966 nel K-1 10000 m)